# Susanne Georgi
Susanne Georgi (n. 27 iulie, 1976 în Sjølund), este o cântăreață daneză de muzică pop, care lucrează în Andorra. Ea a reprezentat Andorra la Concursul Muzical Eurovision 2009 cu cântecul La teva decisió..